# Palazzo Hercolani
 (février 2025).
Si vous disposez d'ouvrages ou d'articles de référence ou si vous connaissez des sites web de qualité traitant du thème abordé ici, merci de compléter l'article en donnant les références utiles à sa vérifiabilité et en les liant à la section « Notes et références ».
Le Palazzo Hercolani ou Ercolani est un grand palais de style rococo ou néo-classique situé sur la Strada Maggiore, dans le centre de Bologne, lequel abrite aujourd'hui les bureaux du département de sciences politiques (Facoltà di Scienze Politiche) de l'université de Bologne.

## Histoire
Le palais actuel est commandé en 1785 par l'aristocrate Filippo Hercolani ; l'architecte est Angelo Venturoli. Alors que la façade est d'une sobriété classique, le grand escalier intérieur et les décorations intérieures témoignent de l'ornementation du baroque tardif ou du rococo. Au premier étage se trouve une salle peinte à fresque, probablement par Filippo Pedrini, avec des scènes dédiées à « la renommée et le génie humain » représentant Homère, Pindare, Hésiode et Démocrite. Deux pièces sont décorées en style chinois par Davide Zanotti. D'autres pièces portent des décorations et des peintures de Giovanni Battista Frulli, Luigi Busatti, Antonio Basoli, Gaetano Caponeri, Flaminio Minozzi, Vincenzo Martinelli et d'autres artistes.

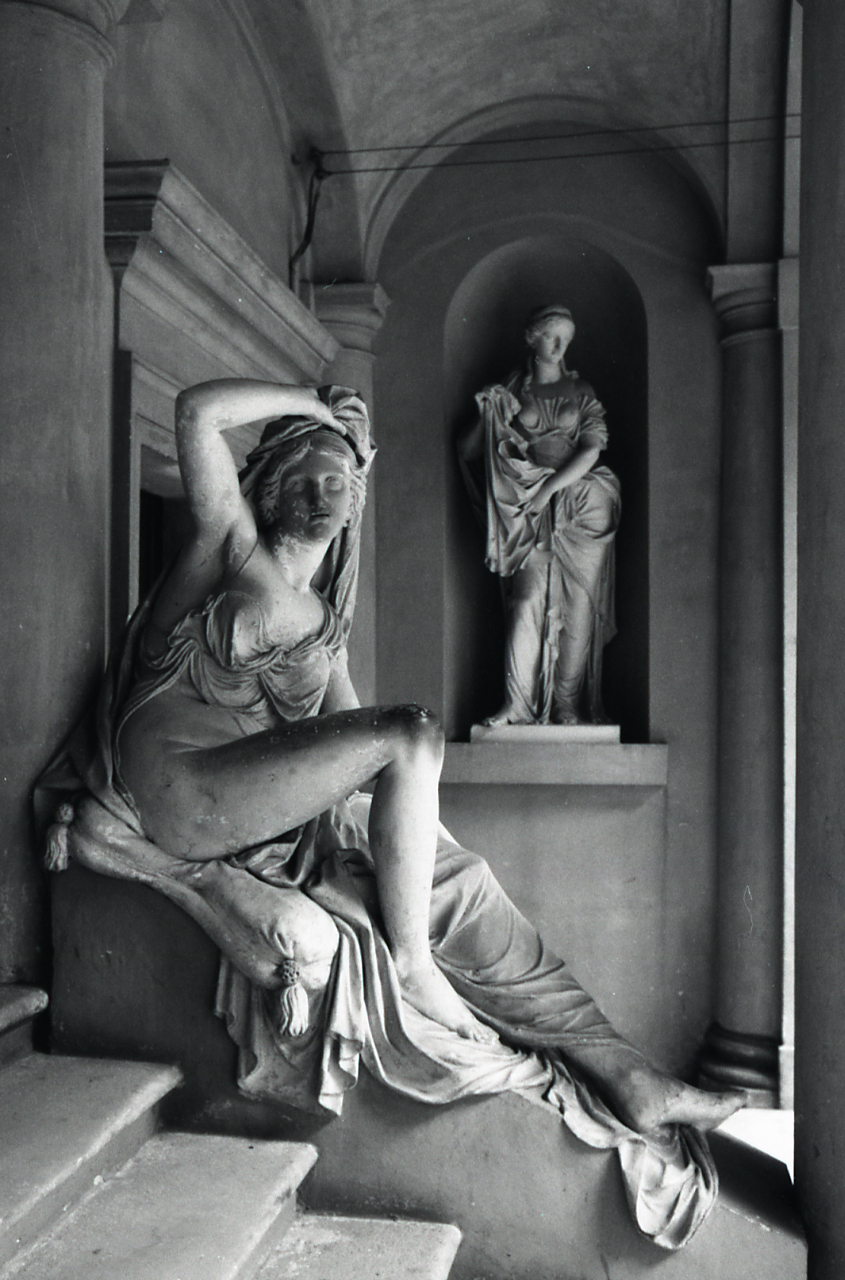
Statues du Palazzo Hercolani. Photographie de Paolo Monti, 1969.

Deux salles du rez-de-chaussée sont remarquables : la salle du Zodiaque, de style néoclassique, avec des fresques probablement réalisées par Antonio Basoli, et la salle du Jardin d'hiver - la « forêt » peinte par Rodolfo Fantuzzi. Toutes deux donnent sur le jardin du Palazzo qui, à son apogée, contenait un « magnifique grand jardin, en partie français et en partie anglais, orné de fabriques, de petites montagnes ».